# 大山結子
大山 結子（おおやま ゆうこ）は、日本の現代美術家。俳優やパフォーマーとしても活動する、インターメディア・アーティスト。出典 GIRLYPOWER

## 人物
埼玉県春日部市出身、東京都世田谷区在住。化粧品のための動物実験の反対運動を目的とした、通称「うさぎ組」という芸術家NGOの代表（「うさぎ組」はNGOという形式の現代美術作品）を務める。セミベジタリアン。出典 全国商工新聞 他

## 来歴
十文字中高等学校に進学。機能不全家庭出身で精神障がい者となる。(トリガーを引いたのは齋藤芽生によるパワーハラスメント。)
家庭の事情で理数系の大学に進学したのち、すいどーばた美術学院に入学（ただし手違いでデザイン科に籍を置く）。女子美術大学デザイン科に入学したのち、新宿美術学院の油画科に特待生として入学、多摩美術大学に油画専攻で入学、卒業。
インターメディアをモットーとした活動を展開している。
多摩美術大学在学中、演劇を先行する学生と共に、演劇『自来也』に役者として抜擢され、自来也役で出演。この時に共演した他の学生らの多くが、のちに快快のメンバーとなる。大山は東京芸術劇場にて上演された『火の鳥（ストラヴィンスキー）』にて主演を務める。
東日本大震災の折には、一旦中止された村上隆主催GEISAIを夏に再開することとなり、カイカイキキギャラリーの招待作家として、キックオフイベントに出演した。
障害者差別解消法が施行される折には、社民党をはじめとする政治家たちと共に、参議院議員会館にて行われた勉強会に、当事者の一人として、斎藤里恵らとともに登壇した。
出典『Girly power！』ほか

## 活動歴
2017年
- フジテレビ『ホウドウキョク』出演
- NHK『バリバラ』主催ファッションショー『バリコレ』出演 ※NHK『バリバラ』放送
- ISETAN ニューアーティスト・ディスプレイ 出展（伊勢丹新宿店本館5階)
- 「緊急開催！ゲンロン 佐々木敦 批評再生塾 × 『三月の５日間』リクリエーション」コラボレーション企画　公開討論会　出演 (STスポット/Tokyo)
- 映画『わたしたちの家』批評文執筆、公式WEBサイト 及び 公式パンフレット掲載

2016年
- 心のバリアフリー社会を作ろう！～2016年4月障害を理由とする差別の解消の推進に関する法律施行・パラリンピック開催にむけて～参議院議員会館 登壇　※Co-Co Life☆女子部掲載

2015年
- 3331 Arts Chiyoda Art Hack Day2015

アートハッカソンにアーティストとして選抜 作品出展 佳作 ※日本テレビ『SENSORS』放送
- 映画『サダコの鶴』出演
- ゲンロン佐々木敦 批評再生塾 入塾、各種批評文発表 ※ゲンロン観光通信などで言及される

　
2014年
- 多摩美術大学芸術祭卒業生企画　卒業生代表出演
- アートイマジンギャラリー「芸術の存在意義『展』」処女作を出展&展示 (国立/Tokyo)
- アートイマジンギャラリー「芸術の存在意義『展』」うさぎ組にて出展&出演 (国立/Tokyo)

2013年
- 『ヘンゼルとグレーテル（エンゲルベルト・フンパーディンク作曲）』出演（漫画『のだめカンタービレ』二ノ宮知子×ペーター・コンヴィチュニー（英語版、ドイツ語版）演出協力:ティアラこうとう大ホール ※ショパン (雑誌) 別冊「Hanna」掲載
- 『スザンナの秘密（エルマンノ・ヴォルフ＝フェラーリ）』出演（北とぴあ国際音楽祭2013）

　
2012年
- 『ペール・ギュント（イプセン、グリーグ）』出演（藝大21第6回東京藝術大学奏楽堂企画学内公募演奏会）オーセ役で出演
- 『バスティアンとバスティエンヌ（モーツァルト）作曲』出演（北とぴあ国際音楽祭2012）

2011年
- 『うさぎ組 @村上隆プチGEISAI』受賞 ※『美術手帖』作品掲載
- 『大山結子とゆかいなうさぎ達〜没後64年目のレクイエム〜@村上隆プチGEISAI』招待発表(カイカイキキギャラリー/Tokyo)
- 村上隆主催　GEISAI 受賞者展 パフォーマンス作品 出展
- 村上隆主催　GEISAI忘年会　パフォーマンス作品 出演

　
2010年
- 「マニフォルド2010展」出展※全国商工新聞掲載
- この指止まれ２０１０展にて演劇『ワンルーム・タイムマシン』脚本、主演（国連大学ビル１F／東京）協賛:GEOC 後援:スウェーデン大使館 他  ※『GIRLY POWER!』掲載

　
2009年
- 野田秀樹 芸術監督就任記念 日比野勝彦コラボ 特設野外舞台『火の鳥(ストラヴィンスキー)』 主演(東京芸術劇場)
- 「日本の芸術展」9japanese contemtorary artist's exhibition出展（ザルツブルク博物館）※『いかす! アート』掲載 ※全国商工新聞掲載
- 「日本の芸術展」オープニングイベントにてライブペイント『マニフォルド』発表（ザルツブルク博物館）※『いかす! アート』掲載 ※全国商工新聞掲載
- ライブペイントによる絵画『マニフォルド』展示（ザルツブルク博物館）※『いかす! アート』掲載 ※全国商工新聞掲載
- パフォーマンス「パリ・アート革命」 出演（シャンゼリゼ通り／パリ／フランス）※日本経済新聞（2010年1月19日夕刊）掲載　※ユリイカ8月増刊号 「ダダ・シュルレアリスム」総特集 掲載
- 早稲田大学法学部（副専攻表象文化研究）主催「アヴァンギャルド〈生〉あります。」出演 ※『新潮』掲載 （文章・塚原史：早稲田大学教授）2010年発行）

2008年
- 舞台『春の祭典』出演（コジマアートプラザ／Tokyo／Japan）
- エコ@アジアニズムin大阪 出展 (大阪)

2007年
- 演劇『絶望太陽』出演（東京芸術大学Tokyo National University of Fine Arts and Music／Tokyo／Japan）
- 五美大卒業制作展（東京都美術館／Tokyo／Japan）
- 多摩美術大学卒業
- バレエパフォーマンス『ラーメン！』出演（東京芸術大学Tokyo National University of Fine Arts and Music／Tokyo／Japan）
- アルメニア国際アートフェスティバル 出展（エレバン市立現代美術館TheMunicipal Modern Art Museum of Yerevan／エレバンYerevan／アルメニア共和国Armenia）

2006年
- 多摩美術大学卒業展覧会　出展
- Pepper’s Project Exhibition 「Private Project５」出展 (銀座 Pepper’s Loft Gallery)
- 大山結子展・あたしがママよ(鑓水青年美術館)
- 2006平澤（ピョンテク）国際アートフェスティバル （平澤湖芸術館／平澤／South Korea）
- ART44展（ギャラリーヨコハマ／神奈川／Japan）
- 15th 2006 L.A国際アートフェスティバル （ASTO Gallery,日米交流土井崎Gallery,Modern Art Gallery／ Los Angeles／The United States of America）
- 日韓女流作家展（銀座　アーチストスペース／Tokyo／Japan）
- TAMA ART COMPETITION 出展（Tokyo／Japan）

2005年
- TAMA ART COMPETITION 明和電機賞受賞
- 大山結子展～勲章～（銀座Kobo&Tomoギャラリー）
- 小品展(銀座 小野画廊)
- 五美大交流展 多摩美造形表現代表で出展

2004年
- Tama Art Competition 入賞
- 精神病棟 担当医 大山結子展(多摩美術大学)
- 多摩美術大学研究公演『自来也』自来也役で出演
- あーとねっと展 出展　(茨城)
- ポートフォリオ展(京都河原町 ＡＲＴＺＯＮＥ)

2003年
- 多摩美術大学入学
- 世田谷美術館　世田谷区民絵画展　入賞
- 森林(もり)のアトリエ作品展(群馬)
- Tama Art Competition 入選

出典『Girly power！』、日本経済新聞、新潮、ユリイカ、全国商工新聞、他多数

## 受賞歴
- 村上隆主催 GEISAI 受賞
- 明和電機賞　受賞

## 主な出版物
- 『GIRLY POWER!』増山麗奈著、鹿砦社出版（2011年）

『GIRLY POWER!』には、大山の幼児期の体験や成年後の出来事について掲載されているほか、巻頭のグラビアページには、グラビアアイドルの小滝かれんとともにモデルとして登場している
- 映画『私たちの家』公式パンフレット『『私たちの家』について 清原惟 監督作品』　発行 HEADZ　２０１８年１月１３日発行

複数の著者と共に大山結子による批評文が掲載されている